# Mimosa pyrenea
Mimosa pyrenea är en ärtväxtart som beskrevs av Paul Hermann Wilhelm Taubert. Mimosa pyrenea ingår i släktet mimosor, och familjen ärtväxter. Inga underarter finns listade i Catalogue of Life.